# Triethylsilan
Triethylsilan ist eine chemische Verbindung aus der Gruppe der siliciumorganischen Verbindungen.

## Gewinnung und Darstellung
Eine Möglichkeit zur Herstellung von Triethylsilan ist die Hydrierung der entsprechenden Chlorverbindung mit Lithiumaluminiumhydrid oder Natriumhydrid:
{\displaystyle \mathrm {4\ ClSi(C_{2}H_{5})_{3}+\ LiAlH_{4}\ {\xrightarrow {}}\ 4\ HSi(C_{2}H_{5})_{3}\ +\ LiCl\ +\ AlCl_{3}} }
{\displaystyle \mathrm {ClSi(C_{2}H_{5})_{3}+\ NaH\ {\xrightarrow {}}\ HSi(C_{2}H_{5})_{3}\ +\ NaCl} }
Eine andere Möglichkeit ist die Umsetzung von Trichlorsilan mit dem Grignard-Reagenz Ethylmagnesiumbromid in Diethylether:
{\displaystyle \mathrm {Cl_{3}SiH+\ 3\ BrMgC_{2}H_{5}\ {\xrightarrow {}}\ HSi(C_{2}H_{5})_{3}\ +\ 3\ MgBrCl} }

## Eigenschaften

### Physikalische Eigenschaften
Triethylsilan ist eine klare, farblose Flüssigkeit mit beißendem, knoblauchartigem Geruch und einem Flammpunkt von −2,99 °C.
Kernspinresonanzspektroskopie-Daten:
| Verschiebung | H-    | -Si- | -CH2- | -CH3  |
| ------------ | ----- | ---- | ----- | ----- |
| 1H (ppm)     | 3,621 | −    | 0,591 | 0,980 |
| 13C (ppm)    | −     | −    | 2,56  | 8,18  |

### Chemische Eigenschaften
Wie andere Silane reagiert auch Triethylsilan mit protischem Wasserstoff wie OH-Gruppen oder Ammoniak unter Bildung von Wasserstoff-Gas zum Triethylsilanol bzw. zum entsprechenden Disilazan:
{\displaystyle \mathrm {HSi(C_{2}H_{5})_{3}+\ ROH\ {\xrightarrow {}}\ ROSi(C_{2}H_{5})_{3}\ +\ H_{2}} }
{\displaystyle \mathrm {2\ HSi(C_{2}H_{5})_{3}+\ NH_{3}\ {\xrightarrow {NaNH_{2}}}\ HN(Si(C_{2}H_{5})_{3})_{2}\ +\ H_{2}} }

## Verwendung
Triethylsilan hat eine reaktive Silicium-Wasserstoffbindung, daher kann es als Reduktionsmittel u. a. zur Hydrosilylierung von Doppelbindungen in Alkenen, Aldehyden oder Ketonen verwendet werden. Bei der Reaktion mit Alkenen werden Triethylsilylalkane gebildet:
Triethylsilan kann in der präparativen Chemie dazu benutzt werden, um im Alkylchloriden den Chloridliganden durch Wasserstoff zu ersetzen:
{\displaystyle \mathrm {C_{6}H_{11}Cl+\ (C_{2}H_{5})_{3}SiH\ {\xrightarrow {AlCl_{3}}}\ C_{6}H_{12}+\ (C_{2}H_{5})_{3}SiCl} }

## Sicherheitshinweise
Der LD50-Wert (oral, Ratte) liegt bei > 2000 mg/kg. Der EC50-Wert (Daphnia magna, „Großer Wasserfloh“) liegt bei 52 mg/l-48 h.